# Zíper (ativo em 556)
Zíper foi um oficial de guarda bizantino (doríforo) do século VI, ativo durante o reinado do imperador Justiniano (r. 527–565). Era talvez filho ou subordinado do oficial Marcelino. Sob João Dacnas, foi escolhido entre os oficiais militares para acompanhar Ilo em 556 numa expedição contra os misimianos na qual pretendia-se escalar a fortaleza de Tzacar.